# 요시오카 게이
요시오카 게이(일본어: 吉岡 圭, 1991년 6월 6일 ~ )는 일본의 여자 축구 선수이다.

## 구단 경력
나데시코 리그의 버니즈 교토 SC에서 활동했다.

## 국가대표팀 경력
그녀는 2008년 FIFA U-17 여자 월드컵에 참가할 일본 U-17 국가대표팀에 발탁되었으며, 3경기에 출전, 1득점을 넣었다.